# Myrmarachne denticulata
Myrmarachne denticulata är en spindelart som först beskrevs av Karsch 1880.  Myrmarachne denticulata ingår i släktet Myrmarachne och familjen hoppspindlar. Inga underarter finns listade i Catalogue of Life.